# Саммит за демократию
Саммит за демократию — виртуальный саммит, проведенный США 9–10 декабря 2021 года «для обновления демократии внутри страны и противостояния автократии за рубежом». 
Планировалось рассмотреть три темы: защита от авторитаризма, борьба с коррупцией и уважение к правам человека.

## Приглашённые участники
Соединённые Штаты назвали приглашённых «участниками», признавая, что некоторые из них, такие, как Тайвань, не являются государствами, признанными Организацией Объединенных Наций или США, или Косово, которое не признано всеми государствами-членами  ООН.
Из постоянных членов Совета Безопасности ООН приглашения не получили Россия и Китай; из стран Европейского союза — Венгрия, а из союзников США по НАТО — Турция; из постсоветских стран приглашение получили Армения, Грузия, Молдавия, Украина.

## Ход саммита
Саммит занял два дня и проходил по нижеследующему расписанию.

### День первый
Саммит начался с выступлений президента США Джо Байдена и премьер-министра Новой Зеландии Джасинды Ардерн, сделавшей сообщение о поддержке демократии в условиях пандемии COVID-19. Затем последовала общая дискуссия. Следующей темой обсуждения стала борьба с коррупцией, поскольку саммит совпал по времени с Международным днём борьбы с коррупцией и Днём прав человека.

### День второй
Второй день саммита был посвящён поддержке защитников прав человека и независимой прессы. Среди прочих выступавших был активист из Гонконга Натан Ло . Состоялось обсуждение вопросов усиления демократических институтов и мер по предотвращению установления авторитарных режимов.
Обсуждались также угрозы для демократии, связанные с развитием средств электронного слежения. С завершающим словом выступил Президент Байден.

## Критика
Идея президента США Джо Байдена провести «Саммит за демократию» сопровождалась критикой как за рубежом, так и внутри страны. 
Идея была раскритикована руководством Китая, а также России, где заявили, что видят в этом попытку провести новые разделительные линии.
Список участников саммита подвергся критике за приглашение участников исходя из политических интересов США. По мнению авторов американской «Politico», Босния и Герцеговина оказалась единственной страной Западных Балкан, которая не была приглашена для участия в саммите, в то время как приглашённые Сербия и Хорватия вели войну направленную на разделение Боснии. 
Американская «Los Angeles Times» 9 декабря 2021 года отмечала, что в то время как цель Байдена показать, что демократия может работать, в самих США во весь рост встал вопрос о стабильности демократии в условиях, когда демократические институты страны находятся под ударом. .
Автор «The Atlantic» критиковала список приглашённых стран, отмечая, что пригласили тех, кто был слишком важен, чтобы не приглашать, — как то Индия и Польша, хотя там наблюдается закат демократии, а три приглашенные страны (Ангола, Демократическая Республика Конго и Ирак), как отмечалось рядом комментаторов, и вовсе были признаны «несвободными» в последнем отчете организации Freedom House «Свобода в мире».

### Комментарии
1. ↑  Индекс демократии Гонконга в 2020 году равнялся 5.47 из 10 возможных.